# Dickel (Familienname)

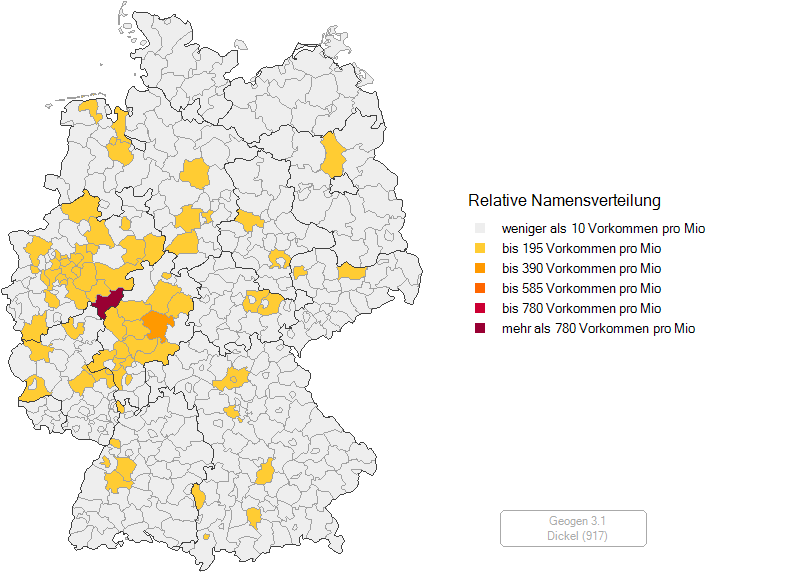
Relative Verteilung des Familiennamen Dickel in Deutschland

Dickel ist ein deutscher Familienname.

## Herkunft und Bedeutung
Die Entstehung des Familiennamens Dickel ist nicht eindeutig geklärt, vielmehr bestehen mehrere Möglichkeiten. Der l-Suffix des Namens (Dick-el) weist dabei auf eine Verkleinerungsform und damit auf eine mögliche patronymische Namensbildung ausgehend von Dick hin. Insbesondere werden folgende Bildungen diskutiert:
- Der Familienname Dickel kann aus dem althochdeutschen Personennamen Theodicho[1][2][3] oder Thiudger[4] und aus einem zusätzlichen l-Suffix gebildet sein. Die Bedeutung des Personennamens Theodicho lautet übersetzt Volk[5].[6] Weitere aus diesem althochdeutschen Namen abgeleitete Vor- und Familiennamen sind als Beispiel: Deutsch (Familienname), Dieter, Diethelm, Dietrich (Name), Dietz (Familienname).

- Ebenso können die Familiennamen Dick und Dickel aus einem Übernamen im Sinne Dicker Mensch entstanden sein, letzterer wiederum mit l-Suffix.[1]

- Auch könnte Dickel als Wohnstättenname von Dickicht, Deich oder Teich abgeleitet sein.[1]

- Schließlich ist auch eine Ableitung aus dem Namen Benedictus[7] möglich.

Der Familienname wird in hessischen und wittgensteinischen Urkunden bereits ab der Mitte des 15. Jahrhunderts genannt.(siehe Urkunden von 1451, 1489, 1493, 1495, 1508 und 1515). Alle bis auf die jüngste Urkunde beziehen sich auf Orte in den hessischen Kreisen Gießen und Vogelsbergkreis.

## Verbreitung
Häufigstes prozentuales Vorkommen des Familiennamens Dickel:
- Dickel mit ungefähr 917 Namensträgern in Deutschland und in über 143 Städten und Landkreisen:[14]
  1. Nordrhein-Westfalen: etwa 65 % (insbesondere im Kreis Siegen-Wittgenstein, aber auch im Hochsauerlandkreis und im Märkischen Kreis)
  2. Hessen: etwa 20 % (insbesondere im Schwalm-Eder-Kreis und im Vogelsbergkreis)

In Österreich und der Schweiz ist der Name nicht verbreitet. International betrachtet gibt es außerhalb Deutschlands hohe Verbreitungsgebiete in Neuseeland, Argentinien, Großbritannien und den USA.

## Varianten
Ähnliche Namen treten (Namensfamilie laut ) im gesamten Bundesgebiet auf:
- Dickele: in Baden-Württemberg im Landkreis Wyhl
  - Dickely: nachweislich abgeleitete Variante Dickely mit Verbreitungsgebiet im Elsass
- Dickels: in Nordrhein-Westfalen in den Kreisen Düren, Remscheid und Neuss
- Dickelt: in Sachsen vermehrt in den Landkreisen Torgau-Oschatz und Annaberg
- Diegel: in Hessen in den Landkreisen Werra-Meißner, Hersfeld-Rotenburg und im Vogelsbergkreis
- Diekel: in Niedersachsen in der Gemeinde Salzbergen

Daneben gibt es seltener auftretende Varianten: Dickl, Digel, Dikel, Dieckell, aber auch patronymisch gebildete Formen wie Dickelmann oder Diegelmann.

## Namensträger
- Arne Dickel (* 1979), deutscher Golfprofi
- Carl Dickel (* 1946), neuseeländischer Basketballspieler und -trainer und Cricketspieler
- Dan Dickel (* 1952), US-amerikanischer American-Football-Spieler
- Ferdinand Dickel (1854–1917), deutscher Zoologe, Chemiker und Bienenforscher
- Friedrich Dickel (1913–1993), Armeegeneral und Innenminister der DDR
- Georg Dickel (1818–1894), Gründer der Whiskey-Marke George Dickel
- Gerhard Dickel (Physikochemiker) (1913–2017), Erfinder des Clusius-Dickel-Trennrohrs
- Gerhard Dickel (Musiker) (1938–2003), deutscher Musikprofessor und Organist
- Günther Dickel (1927–1985), deutscher Rechtswissenschaftler
- Hain Eric Diekel (* 1953), deutscher Kunstmaler
- Hans Dickel (* 1956), deutscher Kunsthistoriker
- Hanspeter Dickel (* 1945), deutscher Autor historisch-landeskundlicher Bücher
- Helga Dickel (1919–2004), deutsche Politikerin (KPD), nordrhein-westfälische Landtagsabgeordnete
- Josef Dickel (1753–nach 1799), mährischer Maler
- Karl Dickel (1853–1920), deutscher Forstwissenschaftler und Jurist
- Lars Dickel  (* 1991), deutscher Schauspieler
- Mark Dickel (* 1976), neuseeländischer Basketballspieler
- Mirka Dickel (* 1967), deutsche Geographiedidaktikerin, Professorin sowie Sachbuchautorin
- Norbert Dickel (* 1961), ehemaliger deutscher Profi-Fußballspieler und aktueller Stadionsprecher
- Otto Dickel (1880–1944), deutscher Philosoph, Schriftsteller und Gründer der Gartenbau-Siedlung Dickelsmoor
- Peter Dickel (1819–1896), deutscher Orgelbauer
- Reinhard Dickel (1951–2018), deutscher Maler und bildender Künstler
- Sascha Dickel (* 1978), deutscher Soziologe